# Ciclismo ai Giochi della XXXIII Olimpiade
Le gare di ciclismo ai Giochi della XXXIII Olimpiade si sono svolte tra il 27 luglio e l'11 agosto 2024 in sei sedi diverse: il velodromo di Saint-Quentin-en-Yvelines per il ciclismo su pista e la BMX, alla Place de la Concorde per la BMX freestyle, alla collina d'Élancourt per la mountain bike,  il Trocadéro come punto di partenza e arrivo per le corse in linea del ciclismo su strada, l'Hôtel des Invalides e il Ponte Alessandro III come punto di partenza e arrivo per le prove a cronometro.
Si sono svolte le stesse gare presenti nel programma dei Giochi Olimpici del 2020.

## Calendario
| P | Batterie/Preliminari | ¼ | Quarti di finale | ½ | Semifinali | F | Finale |

| Evento↓/Data →           | Sab 27 | Dom 28 | Lun 29 | Mar 30 | Mer 31 | Gio 1 | Gio 1 | Ven 2 | Ven 2 | Sab 3 | Dom 4 |
| ------------------------ | ------ | ------ | ------ | ------ | ------ | ----- | ----- | ----- | ----- | ----- | ----- |
| BMX                      |        |        |        |        |        |       |       |       |       |       |       |
| BMX freestyle maschile   |        |        |        | P      | F      |       |       |       |       |       |       |
| BMX freestyle femminile  |        |        |        | P      | F      |       |       |       |       |       |       |
| BMX maschile             |        |        |        |        |        | ¼     | LC    | ½     | F     |       |       |
| BMX femminile            |        |        |        |        |        | ¼     | LC    | ½     | F     |       |       |
| Mountain bike            |        |        |        |        |        |       |       |       |       |       |       |
| Cross country maschile   |        |        | F      |        |        |       |       |       |       |       |       |
| Cross country femminile  |        | F      |        |        |        |       |       |       |       |       |       |
| Ciclismo su strada       |        |        |        |        |        |       |       |       |       |       |       |
| Corsa in linea maschile  |        |        |        |        |        |       |       |       |       | F     |       |
| Cronometro maschile      | F      |        |        |        |        |       |       |       |       |       |       |
| Corsa in linea femminile |        |        |        |        |        |       |       |       |       |       | F     |
| Cronometro femminile     | F      |        |        |        |        |       |       |       |       |       |       |

| Keirin maschile                  |   |   |   |   |   |   |   |   |    |    |    |    |   |   |   | P | P | P | ¼  | ½  | F  | F  |  |  |  |
| Americana maschile               |   |   |   |   |   |   |   |   |    |    |    |    |   |   |   | F | F | F |    |    |    |    |  |  |  |
| Omnium maschile                  |   |   |   |   |   |   |   |   | SR | TR | ER | PR |   |   |   |   |   |   |    |    |    |    |  |  |  |
| Velocità maschile                |   |   |   |   |   |   | P | P | ¼  | ¼  | ¼  | ¼  | ½ | F | F |   |   |   |    |    |    |    |  |  |  |
| Inseguimento a squadre maschile  | P | P | P | ½ | ½ | ½ |   | F |    |    |    |    |   |   |   |   |   |   |    |    |    |    |  |  |  |
| Velocità a squadre maschile      | P | P | P | ½ | F | F |   |   |    |    |    |    |   |   |   |   |   |   |    |    |    |    |  |  |  |
| Keirin femminile                 |   |   |   |   |   |   | P |   | ¼  | ½  | F  | F  |   |   |   |   |   |   |    |    |    |    |  |  |  |
| Americana femminile              |   |   |   |   |   |   |   |   |    |    |    |    | F | F | F |   |   |   |    |    |    |    |  |  |  |
| Omnium femminile                 |   |   |   |   |   |   |   |   |    |    |    |    |   |   |   |   |   |   | SR | TR | ER | PR |  |  |  |
| Velocità femminile               |   |   |   |   |   |   |   |   |    |    |    |    | P | P | P | P | ¼ | ¼ | ½  | ½  | F  | F  |  |  |  |
| Inseguimento a squadre femminile |   |   |   | P | P | P | ½ | F |    |    |    |    |   |   |   |   |   |   |    |    |    |    |  |  |  |
| Velocità a squadre femminile     | P | ½ | F |   |   |   |   |   |    |    |    |    |   |   |   |   |   |   |    |    |    |    |  |  |  |

## Podi

### Uomini
| Evento                            | Oro                                                               | Prestazione | Argento                                                                | Prestazione | Bronzo                                                              | Prestazione |
| Ciclismo su strada                |                                                                   |             |                                                                        |             |                                                                     |             |
| Corsa in linea (dettagli)         | Remco Evenepoel                                                   | 6h19'34"    | Valentin Madouas                                                       | a 1'11"     | Christophe Laporte                                                  | a 1'16"     |
| Corsa a cronometro (dettagli)     | Remco Evenepoel                                                   | 36'12"16    | Filippo Ganna                                                          | a 14"92     | Wout Van Aert                                                       | a 25"63     |
| Ciclismo su pista                 |                                                                   |             |                                                                        |             |                                                                     |             |
| Inseguimento a squadre (dettagli) | Australia Oliver Bleddyn Sam Welsford Conor Leahy Kelland O'Brien | 3'42"067    | Gran Bretagna Ethan Hayter Daniel Bigham Charlie Tanfield Ethan Vernon | 3'44"394    | Italia Simone Consonni Filippo Ganna Francesco Lamon Jonathan Milan | 3'44"197    |
| Velocità (dettagli)               | Harrie Lavreysen                                                  |             | Matthew Richardson                                                     |             | Jack Carlin                                                         |             |
| Velocità a squadre (dettagli)     | Paesi Bassi Roy van den Berg Harrie Lavreysen Jeffrey Hoogland    | 41"219      | Gran Bretagna Ed Lowe Hamish Turnbull Jack Carlin                      | 41"862      | Australia Leigh Hoffman Matthew Richardson Matthew Glaetzer         | 42"072      |
| Keirin (dettagli)                 | Harrie Lavreysen                                                  |             | Matthew Richardson                                                     |             | Matthew Glaetzer                                                    |             |
| Americana (dettagli)              | Portogallo Iúri Leitão Rui Oliveira                               | 55 p.       | Italia Simone Consonni Elia Viviani                                    | 47 p.       | Danimarca Niklas Larsen Michael Mørkøv                              | 41 p.       |
| Omnium (dettagli)                 | Benjamin Thomas                                                   | 164 p.      | Iúri Leitão                                                            | 153 p.      | Fabio Van den Bossche                                               | 131 p.      |
| Mountain bike                     |                                                                   |             |                                                                        |             |                                                                     |             |
| Cross country (dettagli)          | Thomas Pidcock                                                    | 1h26'22"    | Victor Koretzky                                                        | a 9"        | Alan Hatherly                                                       | a 11"       |
| BMX                               |                                                                   |             |                                                                        |             |                                                                     |             |
| Corsa BMX (dettagli)              | Joris Daudet                                                      | 31"422      | Sylvain André                                                          | 31"706      | Romain Mahieu                                                       | 32"022      |
| BMX freestyle (dettagli)          | Jose Torres Gil                                                   | 94,82 p.    | Kieran Reilly                                                          | 93,91 p.    | Anthony Jeanjean                                                    | 93,76 p.    |

### Donne
| Evento                            | Oro                                                                      | Prestazione | Argento                                                                 | Prestazione | Bronzo                                                               | Prestazione |
| Ciclismo su strada                |                                                                          |             |                                                                         |             |                                                                      |             |
| Corsa in linea (dettagli)         | Kristen Faulkner                                                         | 3h59'23     | Marianne Vos                                                            | a 58"       | Lotte Kopecky                                                        | a 58"       |
| Corsa a cronometro (dettagli)     | Grace Brown                                                              | 39'38"24    | Anna Henderson                                                          | a 1'31"59   | Chloé Dygert                                                         | a 1'32"46   |
| Ciclismo su pista                 |                                                                          |             |                                                                         |             |                                                                      |             |
| Inseguimento a squadre (dettagli) | Stati Uniti Jennifer Valente Lily Williams Chloé Dygert Kristen Faulkner | 4'04"306    | Nuova Zelanda Ally Wollaston Bryony Botha Emily Shearman Nicole Shields | 4'04"927    | Gran Bretagna Elinor Barker Josie Knight Anna Morris Jessica Roberts | 4'06"382    |
| Velocità (dettagli)               | Ellesse Andrews                                                          |             | Lea Friedrich                                                           |             | Emma Finucane                                                        |             |
| Velocità a squadre (dettagli)     | Gran Bretagna Katy Marchant Sophie Capewell Emma Finucane                | 45"186      | Nuova Zelanda Rebecca Petch Shaane Fulton Ellesse Andrews               | 45"659      | Germania Pauline Grabosch Emma Hinze Lea Sophie Friedrich            | 45"400      |
| Keirin (dettagli)                 | Ellesse Andrews                                                          |             | Hetty van de Wouw                                                       | a 0.062     | Emma Finucane                                                        | a 0.092     |
| Americana (dettagli)              | Italia Chiara Consonni Vittoria Guazzini                                 | 37 p.       | Gran Bretagna Elinor Barker Neah Evans                                  | 31 p.       | Paesi Bassi Maike van der Duin Lisa van Belle                        | 28 p.       |
| Omnium (dettagli)                 | Jennifer Valente                                                         | 144 p.      | Daria Pikulik                                                           | 131 p.      | Ally Wollaston                                                       | 125 p.      |
| Mountain bike                     |                                                                          |             |                                                                         |             |                                                                      |             |
| Cross country (dettagli)          | Pauline Ferrand-Prévot                                                   | 1'26"02     | Haley Batten                                                            | 1'28"59     | Jenny Rissveds                                                       | 1'29"04     |
| BMX                               |                                                                          |             |                                                                         |             |                                                                      |             |
| Corsa BMX (dettagli)              | Saya Sakakibara                                                          | 34"231      | Manon Veenstra                                                          | 34"954      | Zoé Claessens                                                        | 35"060      |
| BMX freestyle (dettagli)          | Deng Yawen                                                               | 92,60 p.    | Perris Benegas                                                          | 90,70 p.    | Natalya Diehm                                                        | 88,80 p.    |

## Medagliere
| Pos.   | Paese         | Oro | Argento | Bronzo | Totale |
| ------ | ------------- | --- | ------- | ------ | ------ |
| 1      | Francia       | 3   | 3       | 3      | 9      |
| 2      | Paesi Bassi   | 3   | 3       | 1      | 7      |
| 3      | Australia     | 3   | 2       | 3      | 8      |
| 4      | Stati Uniti   | 3   | 2       | 1      | 6      |
| 5      | Gran Bretagna | 2   | 5       | 4      | 11     |
| 6      | Nuova Zelanda | 2   | 2       | 1      | 5      |
| 7      | Belgio        | 2   | 0       | 3      | 5      |
| 8      | Italia        | 1   | 2       | 1      | 4      |
| 9      | Portogallo    | 1   | 1       | 0      | 2      |
| 10     | Argentina     | 1   | 0       | 0      | 1      |
| 10     | Cina          | 1   | 0       | 0      | 1      |
| 12     | Germania      | 0   | 1       | 1      | 2      |
| 13     | Polonia       | 0   | 1       | 0      | 1      |
| 14     | Svezia        | 0   | 0       | 1      | 1      |
| 14     | Sudafrica     | 0   | 0       | 1      | 1      |
| 14     | Svizzera      | 0   | 0       | 1      | 1      |
| 14     | Danimarca     | 0   | 0       | 1      | 1      |
| Totale | Totale        | 22  | 22      | 22     | 66     |